# Dmitri Strakhov
Dmitri Strakhov (en rus Дмитрий Страхов) (17 de maig de 1995) és un ciclista rus, professional des del 2015 i actualment a l'equip Lokosphinx. Combina la carretera amb el ciclisme en pista.
Pocs dies abans de començar els Jocs Olímpics de Rio, es va anunciar que l'UCI excloïa Strakhov de poder participar en els Jocs, juntament amb altres ciclistes russos, degut al seu historial amb el dopatge.

## Palmarès en ruta
- 2013
  - 1r al Trofeu Emilio Paganessi
- 2015
  - Vencedor d'una etapa a la Volta a Lleida
  - Vencedor d'una etapa a la Volta al Bidasoa
- 2018
  - 1r a la Clàssica da Arrábida
  - 1r a la Volta Internacional Cova da Beira i vencedor d'una etapa
  - Vencedor de 2 etapes a la Volta a l'Alentejo
  - Vencedor d'una etapa a la Volta a Astúries

### Resultats al Giro d'Itàlia
- 2019. 121è de la classificació general

## Palmarès en pista
- 2013
  -  Campió d'Europa júnior en Persecució per equips (amb Andrey Prostokishin, Sergei Mosin i Timur Gizzatullin)